# Bruna Melo
Bruna Melo (Rio de Janeiro, 12 de novembro de 1983) é uma cantora e modelo brasileira.

## Biografia
Começou a cantar com 3 anos de idade, em algumas festas e eventos. Anos mais tarde fez musicalização infantil, o que deu seguimento a aulas de canto. 
Em 1999 lança seu primeiro CD, de forma independente, intitulado É o amor.
Em 2001 foi convidada para apresentar o programa Geração Livre, na Rede Bandeirantes.
Em 2002 assina contrato com a Line Records, e faz sua estréia na gravadora no CD Terapia do Amor Internacional. Em 2003 lança o álbum Sempre assim. Este CD lhe rendeu indicação ao Troféu Talento 2004, na categoria Revelação Feminina.
Em 22 de junho de 2007 renovou seu contrato com a Line Records. No mesmo ano, lança o seu segundo álbum pela gravadora, intitulado O teu querer, produzido por Rogério Vieira. 
Em agosto de 2013, após 6 anos fora do cenário gospel, lança o CD Vou avançar, por uma gravadora independente.

## Discografia
- 1999 - É o amor
- 2003 - Sempre assim
- 2007 - O teu querer
- 2013 - Vou avançar